# Lekker-Energie-Cup

Logo des Lekker-Energie-Cups

Das Füchse-Turnier (ehemals Lekker-Energie-Cup) ist eines der größten Hallenhandball-Jugendturniere in Deutschland. 1978 wurde dieses Turnier von Birgit Refle aus der Taufe gehoben, die bis zum heutigen Tage die Turnierleitung innehat. Was damals mit nur weiblichen teilnehmenden Mannschaften in den 4 Sporthallen im Senftenberger Ring anfing, entwickelte sich im Laufe der Jahre zu einem beliebten Jugendturnier für Mannschaften aus ganz Deutschland, teilweise mit Beteiligung von Mannschaften aus europäischen Nachbarländern (Tschechien, Schweiz, Polen, Dänemark, Island, Kroatien, Österreich).
28 Jahre lang war das Jugendturnier, welches für alle Jugendspielklassen an einem Wochenende in verschiedenen Sporthallen – vorwiegend im Berliner Bezirk Reinickendorf – ausgetragen wird, unter dem Namen Füchseturnier bekannt.
Im Jahr 2006 wurde die Firma Nuon Hauptsponsor und eine Umbenennung in Nuon-Cup erfolgte. Im Jahr 2010 wandelte sich dieser Name durch Veränderungen im Unternehmen schließlich in Lekker-Energie-Cup mit dem Hauptsponsor Lekker-Energie um; an der Organisation durch die Handballabteilung der Reinickendorfer Füchse, inzwischen seit 2012 Füchse Berlin Reinickendorf, hat sich trotz dieser Namensentwicklungen aber nichts geändert. Ab 2013 trägt das Turnier in Erinnerung an den im Jahre 2012 verstorbenen großen Handballfreund und als Trainer und Funktionär stets der Jugend zugewandten „Urfuchs“ den Beinamen: Günter-Hampel-Gedenkturnier.
Das Turnier bietet sowohl leistungsorientierte, als auch breitensportorientierte Wettkämpfe in allen Altersklassen, von der weiblichen und männlichen E- bis zur A-Jugend (9–18 Jahre). Insbesondere die leistungsorientierten Turniere der männlichen A-, B- und C-Jugend begrüßen die besten Jugendmannschaften Deutschlands. Mit jährlich rund 150 gemeldeten Mannschaften aus Berlin und dem gesamten Bundesgebiet zählt das Turnier heute zu den größten Hallenhandballturnieren im Jugendbereich in Deutschland. Insgesamt sind jährlich etwa 3000 Teilnehmer und Betreuer, Schiedsrichter und Helfer, Gäste und Zuschauer an den zwei Spieltagen beteiligt.

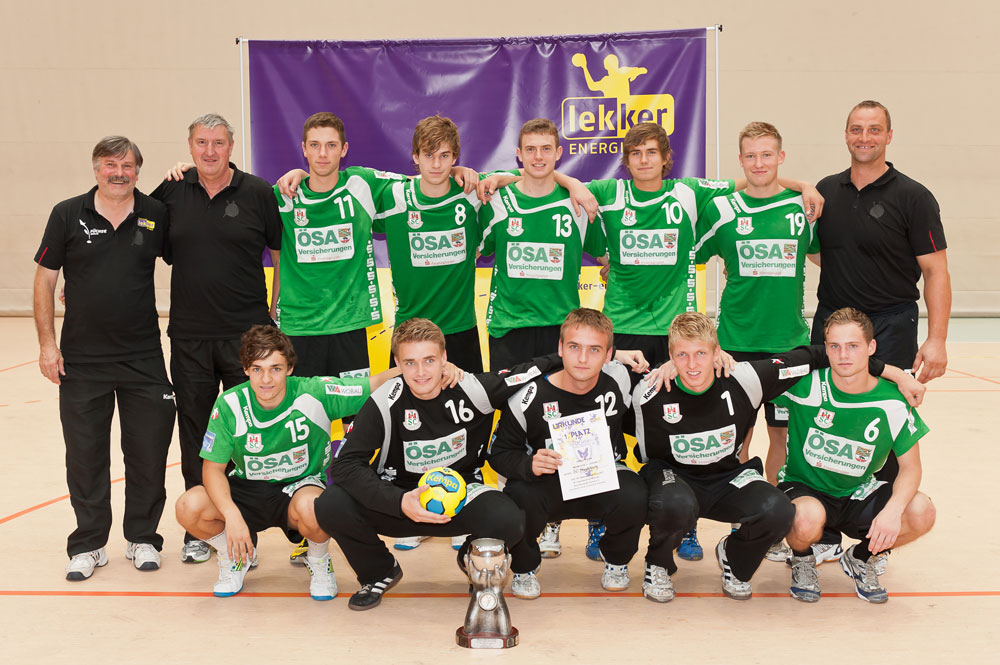
Strahlende Sieger – die A-Jugend des SC Magdeburg 2011

Teilnehmen und melden konnten sich alle Vereine in Deutschland für Mädchen und Jungen der A- bis E-Jugend. Für 2013 hatten sich 170 Mannschaften mit rund 2.000 Spielerinnen und Spielern angemeldet. Die Teilnehmer kamen aus Berlin und Brandenburg, Sachsen-Anhalt, Schleswig-Holstein, Mecklenburg-Vorpommern, Niedersachsen und Sachsen sowie  Österreich. 400 Spiele wurden am 31. August und 1. September 2013 in insgesamt zwölf Berliner Sporthallen angepfiffen. 200 ehrenamtliche Helfer waren im Einsatz.

## Die Sieger der Jahre 2005 bis 2013
| Altersklasse | 2005                         | 2006                         | 2007                   | 2008                              | 2009                   | 2010                     | 2011                    | 2012                        | 2013                  |
| ------------ | ---------------------------- | ---------------------------- | ---------------------- | --------------------------------- | ---------------------- | ------------------------ | ----------------------- | --------------------------- | --------------------- |
| wA           | Reinickendorfer Füchse       | Reinickendorfer Füchse       | TSV Ellerbek           | SG ASC/VfV Spandau                | SG ASC/VfV Spandau     | Reinickendorfer Füchse   | Reinickendorfer Füchse  | SV Grün-Weiß Schwerin       | SV Grün-Weiß Schwerin |
| wB           | SV Union Halle / Neustadt    | SG ASC / VfV Spandau SG      | ASC / VfV Spandau      | Reinickendorfer Füchse            | Reinickendorfer Füchse | Reinickendorfer Füchse   | Reinickendorfer Füchse  | Frankfurter HC              | Frankfurter HC        |
| wC           | TSV Rudow                    | Frankfurter HC               | Reinickendorfer Füchse | SG OSC-Schöneberg-Friedenau       | SG Hamburg-Nord        | HSV Haldensleben         | TSG Wiesloch            | SV Motor Hennigsdorf        | TSG Wismar            |
| wD           | HSG Henstedt-Ulzburg         | SG OSC-Schöneberg-Friedenau  | HSC Magdeburg 2000     | HSV Haldensleben                  | MTV Altlandsberg       | VfL Lichtenrade          | SV Grün-Weiß Schwerin I | HC Leipzig                  | HSV Falkensee 04      |
| wE           | SG VfB Hermsd. / Waidmannsl. | SV Eintracht Rostock         | SC Markranstädt        | MTV Ahrensbök                     | MTV Altlandsberg       |                          |                         | SV Grün-Weiß Schwerin       | Berliner TSC          |
| mA           | Bezirksauswahl Leipzig       | MTV Hondelage                | SG Hamburg-Nord        | SG Spandau/Füchse Berlin 1        | SG Spandau/Füchse      | SC Magdeburg             | SC Magdeburg            | Füchse Berlin Reinickendorf | Füchse Berlin         |
| mB           | SV Post Telekom Schwerin     | 1. VfL Potsdam               | HSG Mannheim           | SB VfB Hermsdorf/TV Waidmannslust | SG Spandau/Füchse      | SC Magdeburg             | TSG Friesenheim         | Füchse Berlin Reinickendorf | Füchse Berlin         |
| mC           | KSV Ajax Köpenick            | SG Hermsdorf / Waidmannslust | TSV Rudow              | SG Spandau/Füchse Berlin 1        | HSC Suhr Aarau (CH)    | SG Spandau/Füchse Berlin | SC Magdeburg            | SC Magdeburg                | Eintracht Hildesheim  |
| mD           | SC Magdeburg                 | 1. VfL Potsdam               | SG Spandau / Füchse    | VfL Bad Schwartau                 | SG Spandau/Füchse      | SG Spandau/Füchse Berlin | SG AC/Eintracht Berlin  | SC Magdeburg                | HC Empor Rostock      |
| mE           | SG OSC-Schöneberg-Friedenau  | SG Kühnau JSpG               | SC Magdeburg           | JSpG SC Magdeburg                 |                        | VfL Potsdam I            | HSV Handball            |                             | VfL Tegel             |